# Ragnhild Hveger

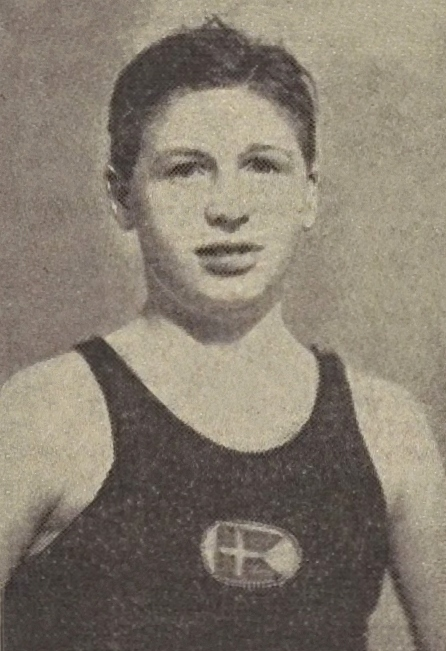
Ragnhild Hveger

Ragnhild Tove Hveger (* 10. Dezember 1920 in Nyborg; † 1. Dezember 2011) war eine dänische Schwimmerin.

## Leben
Ihren ersten Auftritt hatte die 1920 geborene Hveger bei den Olympischen Spielen 1936 in Berlin, als sie über 400 m Freistil die Silbermedaille gewann. Bei den Europameisterschaften 1938 konnte sie sowohl über 100 m als auch über 400 m Freistil den Titel erringen. In den nächsten Jahren sollte sie das Schwimmen in der Lage Freistil dominieren, doch konnte sie aufgrund des Zweiten Weltkriegs keine weiteren olympischen Medaillen mehr gewinnen. Bei den Olympischen Spielen 1952 in Helsinki startete sie ein Comeback und belegte mit der 4 × 100-m-Freistilstaffel und über 400 m Freistil den vierten beziehungsweise fünften Platz.

## Karriere
In der Geschichte des Schwimmsports war Ragnhild Hveger die Schwimmerin, die zu einem Zeitpunkt die meisten Weltrekorde innehatte. Von 1936 bis 1943 brach die international als „goldener Torpedo“ bezeichnete Sportlerin 44-mal den Weltrekord, davon gehörten ihr 19 Freistilrekorde allein im Jahr 1941. Manche der Rekorde wurden mehr als 15 Jahre nicht gebrochen. Zudem stellte sie in ihrer Karriere, die sie 1954 beendete, 52 dänische Schwimmrekorde und einen Rückenweltrekord auf. Im Jahr 1966 wurde sie in die Ruhmeshalle des internationalen Schwimmsports aufgenommen, und seit 1992 ist sie Mitglied der Hall of Fame des dänischen Sports. 1996 wurde sie vom dänischen Sportverband zur weiblichen Sportlerin des Jahrhunderts (Århundredets kvindelige Idrætsnavn) gekürt.
Hveger starb am 1. Dezember 2011 neun Tage vor Vollendung ihres 91. Lebensjahres.